# عملية كمان 99
عملية كمان 99 هي عملية شُنت من قبل القوة الجوية الإيرانية ضد العراق في العمق العراقي، بعد يوم واحد من بدء الحرب.
140 قاذفة مقاتلة إيرانية، بالإضافة إلى 60 طائرة أعتراضية وناقلة، وشارك ما لا يقل عن 380 فرداً من افراد القوات الجوية في هذه العملية، مما جعلها العملية الأوسع نطاقاً للقوات الجوية الإيرانية.
وشمل الهجوم عدة أهداف حيوية منها مصفاة كركوك ومحطة الكهرباء الرئيسية في العاصمة بغداد، بالإضافة إلى مطارات وأهداف عسكرية أخرى في الموصل والبصرة، مثل قاعدة كركوك والرشيد والناصرية والحبانية، والشعيب، ومطار المثنى العسكري، ومطار بغداد الدولي وأم قصر.

## وصلات خارجية
- Iran strikes back in Operation Kaman 99
- Video of Iranian TV (Persian)
- Video about the Operation

- Tafażżolī، Ahmed، "Āraš i"، Encyclopaedia Iranica، New York: Routledge & Kegan Paul، ج. 2، ص. 266–267، مؤرشف من الأصل في 2009-06-28، اطلع عليه بتاريخ 2017-08-09.